# Bodiczek

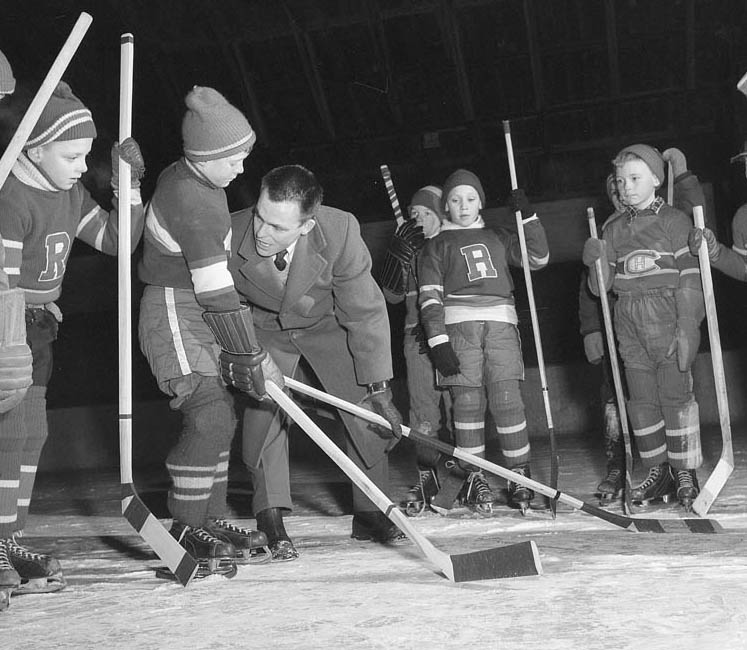
Nauka zastosowania bodiczka w Kanadzie (1956)

Bodiczek (ang. bodycheck) – określenie w hokeju na lodzie oznaczające dozwolone przepisami powstrzymanie zawodnika drużyny przeciwnej własnym ciałem.
Wykonanie bodiczka następuje w wyniku skutecznego ustawienia własnego ciała, najczęściej części biodrowej lub ramion, wobec sylwetki przeciwnika. Jest dopuszczalny w przypadku, gdy przeciwnik znajduje się w posiadaniu krążka. Przy zastosowaniu bodiczka nie mogą być aktywne ręce do powstrzymania przeciwnika. Nie jest dozwolony jako atak od tyłu, przy użyciu kija, pięści, kasku, kolana lub łokcia i zgodnie z przepisami jest sankcjonowany karą.
Określenia bodiczek używa się także dla osłon (ochraniaczy) hokeistów na lodzie, ubieranych przez zawodników i zapobiegających urazom.